# Меддах

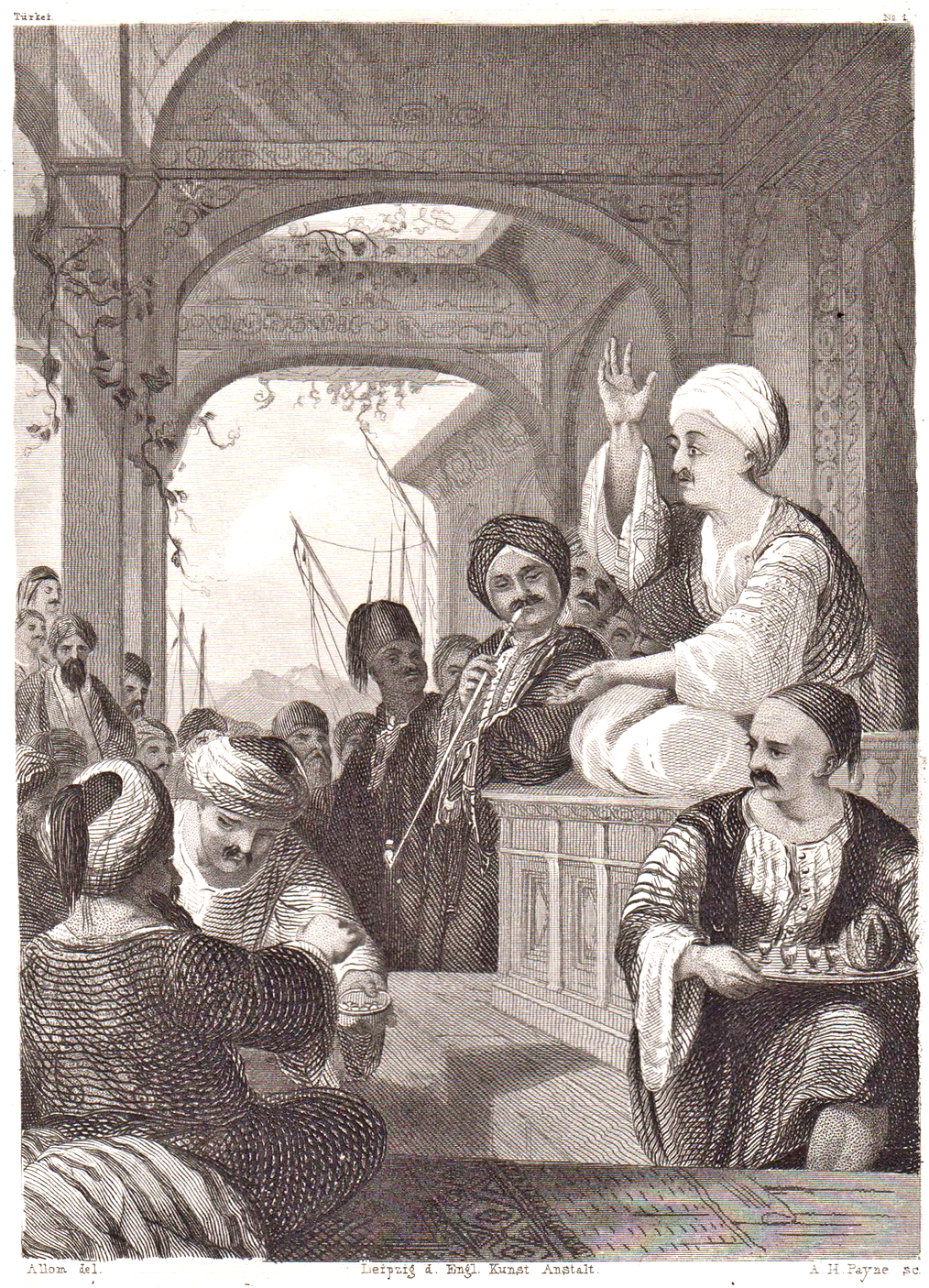
Меддах виступає у кав`ярні

Меддах (тур. Meddah) — традиційний турецький оповідач, який виступав перед невеликою групою глядачів, наприклад, перед аудиторією кав'ярні. Ця форма представлення була особливо популярна в Османській імперії з XVI століття. Спектакль був переважно присвячений одній темі, а меддах грав різних персонажів, і, як правило, привертав увагу глядачів до морального аспекту історії. Меддахи використовували реквізит, такий як парасолька, хустку або різні головні убори, щоб дати зрозуміти про зміну ролі. Вони вміло маніпулювали своїм голосом, імітуючи різні діалекти. Час представлення не було обмежено; хороший меддах вмів коригувати історію в залежності від взаємодії з аудиторією.

## Огляд
Меддахами були, як правило, бродячі артисти, чий шлях лежав з одного великого міста в іннше, наприклад по містах Дороги спецій. За переказами ця традиція бере початок від  Гомера. Методи меддахів були схожими з методами давніх мандрівних оповідачів «Іліади» і «Одіссеї». У меддахів  найпопулярнішими історіями були «Фархад і Ширін» і «Лейлі і Маджнун». В репертуар меддахів також входили невигадані історії, змінені залежно від аудиторії, артиста чи політичної ситуації.
У Стамбулі меддахи були відомі використанням музичних інструментів в своїх виступах.
У 2008 році мистецтво меддахів було включене у Список шедеврів усної та нематеріальної культурної спадщини людства.

## Історія
Спочатку меддахи виконували релігійні та героїчні сказання, мають свої коріння в традиціях турецької усної літератури. Хоча вона сильно залежала від традицій турецьких кочовиків і шаманів, придбаних ще в Середній Азії, але також перебувала під впливом арабських і перських традицій XI-XIII століть. В результаті отримав розвиток театр одного актора. Ці артисти, які виконували переважно епічні сказання, були відомі як киссохани. Їх розповіді включали сильні ісламські мотиви, які були спрямовані на зміцнення віри мусульман і спроби навернути в іслам немусульман. Такі киссохани існували в часи Сельджуків і, як правило, спеціалізувалися на арабській та перській епосі: історії Алі і Хамзи, казки з «Тисячі і однієї ночі». Їх репертуар з часом розширювався, включаючи нові історії, такі як Баттал Газі.
Традиції киссиханів були продовжені і в період Османської імперії, про що свідчить документація роботи киссихана на ім'я Мустафа у палаці султана Мехмеда II. У той же час всі оповідачі стали називатися меддахами, а і їх історії ставали все більш і більш світськими. Вони почали наслідувати тварин і робити інсинуації, щоб привернути увагу аудиторії. Можливо це сталося після того, як духовенство заборонило будь-яке згадування святих в цих історіях. Виступ меддаха стало являти собою театральне дійство на основі сатири. Їх теми включали в себе героїчні сказання, а також сюжети з повсякденного життя, фейлетони, пародії на відомих людей, знущання над суспільною мораллю і критика чиновників, часом навіть султана.
У XVI-XVIII століттях меддахи посилили свій вплив у суспільстві. Вони як і раніше були популярні на початку XX століття, але до середини століття традиції поступово зникали. Деякі традиції меддахів перейняли ашики.